# Hyatt Regency Aruba Resort & Casino
Hyatt Regency Aruba Resort & Casino là một khách sạn và sòng bạc ở Palm Beach, Aruba, điều hành bởi Hyatt. Nó có 360 phòng và dãy phòng và nằm trong khu vườn kiểng với đầm phá. Trên tầng chín của khách sạn là phòng Thống đốc. Được coi là một trong những khách sạn hàng đầu trên đảo cùng với Aruba Marriott Resort & Stellaris Casino, khách sạn được trang bị "đồ nội thất lấy cảm hứng từ Deco và màu sắc lễ hội hiện đại" và "ban công kiểu Paris" nhỏ.